# Elecciones parlamentarias de Vanuatu de 2016
Las elecciones parlamentarias de Vanuatu se celebraron el 22 de enero de 2016 son las décimas elecciones realizadas en Vanuatu desde la independencia del país en 1980.

## Antecedentes
Vanuatu llegaba a las elecciones después de varios golpes, hasta ahora el archipiélago se estaba recuperando del Ciclón Pam el mayor desastre natural en la historia del país.
En octubre estallaron varios escándalos donde 14 de los 52 diputados del Parlamento saliente estaban señalados de cometer actos de corrupción. Pero el mayor escándalo lo protagonizaba el ex primer ministro Moana Carcasses Kalosil acusado de sobornar a 13 diputados de la oposición para que estos apoyaran una moción de censura para derrocar al entonces primer ministro Joe Natuman. El portavoz del parlamento y presidente en ese momento Marcellino Pipite, uno de los acusados, utilizó irregularmente sus poderes para indultarse a sí mismo y a los otros 13 diputados. Pero a los pocos días regresó de su viaje a Samoa el presidente Baldwin Lonsdale y decidió invalidar los indultos, decidió disolver el parlamento y convocar a elecciones de emergencia para el 22 de enero ante la incapacidad de formar un gobierno de unidad. La Corte Suprema del país consideró los indultos como inconstitucionales y decidió inhabilitar al exministro Carcasses y a los otros 13 diputados por 10 años y mandarlos a la Cárcel por penas entre 3 y 4 años.
Este escándalo supuso otra página más de muchos años de inestabilidad política que empezó desde los años 90 donde Sato Kilman era el cuarto primer ministro en solo cuatro años y también como único miembro de su partido en no ser señalado de corrupción.
La convocatoria de elecciones pilló por sorpresa al Comité Electoral que tenía un censo desactualizado, por lo que muchos jóvenes con 18 años recién cumplidos no pudieron votar al igual que los desplazados por el ciclón de marzo pasado.

## Resultados
Pese a la difícil situación que vivía el país hubo participación masiva por parte de la gente donde salieron a votar unas 200.000 personas (Vanuatu tiene 270.000 habitantes), las elecciones dejaron como resultado un parlamento muy dividido donde 17 partidos lograron representación en un parlamento de 52 escaños, aunque los partidos involucrados en el escándalo de corrupción casi desaparecieron para dar paso a fuerzas políticas nuevas. Los 52 asientos fueron elegidos en 17 circunscripciones plurinominales.
| Partidos y alianzas                                           | Votos   | %      | Escaños |
| ------------------------------------------------------------- | ------- | ------ | ------- |
| Vanua'aku Pati                                                | 13.463  | 11,91  | 6       |
| Unión de Partidos Moderados (Union des Partis moderés)        | 10.999  | 9,73   | 6       |
| Partido de la Tierra y la Justicia (Graon mo Jastis Pati)     | 8.376   | 7,41   | 7       |
| Partido Nacional Unido (Parti national uni)                   | 6.196   | 5,48   | 4       |
| Partido Progresista del Pueblo                                | 5.469   | 4,84   | 1       |
| Grupo Iauko                                                   | 4.979   | 4,40   | 4       |
| Partido Nacional de Desarrollo de Vanuatu                     | 4.942   | 3,44   | 1       |
| Partido Presidencial de Vanuatu                               | 4.234   | 3,74   | 1       |
| Nagriamel                                                     | 4.128   | 3,65   | 3       |
| Movimiento de Reunificación para el Cambio                    | 3.887   | 3,44   | 3       |
| Partido Democrático del Pueblo Indígena Natatok               | 3.024   | 2,67   | 1       |
| Confederación Verde (Confédération verte)                     | 2.851   | 2,52   | 2       |
| Partido de los Líderes de Vanuatu                             | 2.459   | 2,17   | 1       |
| Partido Republicano de Vanuatu (Parti républicain de Vanuatu) | 1.975   | 1,75   | 0       |
| Partido Laboral de Vanuatu                                    | 1.780   | 1,57   | 1       |
| Partido Liberal Democrático de Vanuatu                        | 1.565   | 1,38   | 0       |
| FMP                                                           | 1.465   | 1,30   | 1       |
| Vanuatu National Party                                        | 1.284   | 1,14   | 0       |
| Unity For Change                                              | 1.261   | 1,12   | 0       |
| Hope Party                                                    | 1.180   | 1,04   | 0       |
| People's Services Party                                       | 1.032   | 0,91   | 1       |
| Partido Progresista Melanesio {Parti progressite mélanésien)  | 992     | 0,88   | 0       |
| Moderate Alliance Party                                       | 701     | 0,62   | 0       |
| Vanuatu Progressive Development Party                         | 597     | 0,53   | 0       |
| Vanuatu New Vision in Development Party                       | 447     | 0,40   | 0       |
| Tafea Moderate Alliance                                       | 429     | 0,38   | 0       |
| Vanuatu Progressive Republican Farmer Party                   | 355     | 0,31   | 0       |
| United Liberation Front                                       | 327     | 0,29   | 0       |
| Vanuatu Democratic Party                                      | 327     | 0,29   | 0       |
| Leaders Party for Change                                      | 327     | 0,28   | 0       |
| Vete Alliance                                                 | 306     | 0,27   | 0       |
| Vemarana                                                      | 304     | 0,27   | 0       |
| Vanuatu Family First Party                                    | 211     | 0,19   | 0       |
| Vanuatu Community Reform Party                                | 157     | 0,14   | 0       |
| Partido de la Acción Popular (Parti de l'Action populaire)    | 80      | 0,07   | 0       |
| Vanuatu United and Equal Rights Part                          | 47      | 0,04   | 0       |
| Vanuatu Democratic Alliance and Liberation Party for Change   | 8       | 0,01   | 0       |
| Independientes (sin partido)                                  | 1.141   | -      | -       |
| Voto nulo/Voto en blanco                                      | 20.904  | 18,49  | 8       |
| Total                                                         | 114.204 | 100,00 | 52      |
| Fuente:Vanuatu Daily                                          |         |        |         |

En los resultados oficiales, el Partido Progresista Melanesio obtuvo un asiento en la circunscripción Étaté, Sin embargo, semanas después se ordenó el recuento de votos y finalmente el asiento en disputa fue otorgado al Partido de la Tierra y la Justicia. 
El 11 de febrero, Charlot Salwai fue elegido primer ministro.

## Observación electoral
El ex primer ministro de las Islas Salomón Francis Billy Hilly lideró un grupo de observadores electorales extranjeros.